# The Out-of-Towners (1999)
The Out-of-Towners (bra: Perdidos em Nova York; prt: Forasteiros em Nova Iorque) é um filme estadunidense de 1999, do gênero comédia, estrelado por Steve Martin e Goldie Hawn e dirigido por Sam Weisman.
Trata-se de uma regravação do filme homônimo de 1970, com Jack Lemmon e Sandy Dennis e dirigido por Arthur Hiller.

## Sinopse
Casal Henry e Nancy tenta salvar seu casamento fazendo uma viagem até Nova Iorque, onde arrumam diversas confusões.

## Elenco
- Steve Martin — Henry Clark
- Goldie Hawn — Nancy Clark
- John Cleese — sr. Mersault
- Mark McKinney — Greg
- Oliver Hudson — Alan
- Joe Grifasi — policial
- Gregory Jbara — Edward
- Josh Mostel — dr. Faber
- Cynthia Nixon — Sheena
- Ernie Sabella — motorista na fuga
- Jack McGee — sargento Jordan
- Rudy Giuliani — ele mesmo
- John Pizzarelli — vocalista da banda
- Tom Riis Farrell — Andrew Lloyd Webber
- Joseph Maher — sr. Wellstone

## Recepção
O filme foi uma decepção crítica e comercialmente. Tem uma classificação de 23% no site Rotten Tomatoes, com Roger Ebert comentando que o filme "não foi um momento de orgulho na carreira, muitas vezes de inspiração de Martin e Hawn".